# Michèle Barzach
Michèle Barzach (Casablanca, 11 luglio 1943) è una politica francese, membro del Raggruppamento per la Repubblica, già ministro delegato alla salute e alla famiglia, deputata all'Assemblea nazionale ed europarlamentare.

## Biografia

### Primi anni e formazione
Nata a Casablanca in una famiglia ebrea, Michèle Barzach studiò presso la facoltà di medicina dell'Università di Parigi e divenne ginecologa e psicoanalista.

### Carriera politica
Attivista del Raggruppamento per la Repubblica, venne suggerita da Jacques Toubon come ministra della sanità nell'esecutivo guidato da Jacques Chirac sotto la presidenza di François Mitterrand. La nomina di Michèle Barzach venne accolta con stupore dall'opinione pubblica, in quanto la stessa non aveva mai rivestito cariche politiche e si trovò catapultata nella carica di ministra da semisconosciuta. La ministra Barzach restò in carica per oltre due anni, dal 20 marzo 1986 al 10 maggio 1988.
Pochi mesi dopo essersi insediata, Michèle Barzach affermò che la nube di Černobyl non aveva contaminato la Francia e che pertanto non fosse necessario assumere particolari precauzioni in relazione alla salute pubblica.
Fu la prima ministra ad avviare politiche pubbliche di contrasto all'AIDS, in un'epoca in cui la società considerava ancora la tematica come un tabù e faticava a parlarne apertamente. Istituì in tutto il territorio francese i centri di informazione e sorveglianza clinica e biologica sull'AIDS: si trattava di strutture con pochi posti letto destinati a pazienti che necessitavano di cure occasionali, con l'obiettivo di evitare costosi ricoveri in ospedale. Inoltre, nominò il professor Alain Pompidou come consulente sanitario del ministero.
In contrasto con la maggior parte dei membri della sua coalizione, promosse l'utilizzo del preservativo come unico dispositivo in grado di prevenire il contagio da HIV; a tale scopo, approvò una legge che andava ad abolire una normativa vigente secondo cui era vietato trasmettere le pubblicità dei profilattici. Una volta approvata la legge, la ministra avviò una campagna di informazione sui preservativi basata anche su spot pubblicitari in televisione. Per diffondere le informazioni corrette ai cittadini francesi, Michèle Barzach allegò alle bollette telefoniche un resoconto sanitario autorizzato dal ministero.
Un anno dopo, il 13 maggio 1987, firmò un decreto che autorizzava la vendita delle siringhe come prodotti da banco, con lo scopo di limitare il contagio dei tossicodipendenti per l'HIV e il virus dell'epatite C. Fino ad allora, infatti, per acquistare le siringhe era necessario recarsi in farmacia con una prescrizione e un documento d'identità, restrizioni che scoraggiavano i tossicodipendenti dall'acquisto favorendo di conseguenza lo sviluppo di malattie tramite siringhe già usate. Per questo motivo, il quotidiano Libération si espresse pubblicamente a favore della ministra Barzach, affermando che il piano antidroga che era stato affidato al ministro della giustizia Albin Chalandon sarebbe dovuto essere gestito dalla numero 1 della top 50 della maggioranza: Michèle Barzach.
Si schierò inoltre a favore della riapertura delle case chiuse per scongiurare l'espandersi del virus tramite la prostituzione di strada.
Tra il 1988 e il 1989 la carriera politica di Michèle Barzach raggiunse il suo apice: venne eletta deputata all'Assemblea nazionale, vicesindaca di Parigi sotto Jacques Chirac ed europarlamentare alle europee del 1989. Nello stesso periodo, aderì al gruppo dei "rinnovatori" che proponeva di riunire l'UDF e il RPR, sotto l'impulso di Michel Noir e François Léotard; questa mossa indispettì Jacques Chirac, al quale era molto legata, che sentendosi tradito la escluse dalla direzione del partito e la licenziò da sua vice. Nel 1992, Michèle Balzach, un tempo astro nascente della politica francese, si candidò senza successo per le elezioni regionali a Orléans contro Antoine Carré.

### Attività successive
Tornata a svolgere l'attività di medico, nel 2012 venne eletta presidente dell'UNICEF Francia, restando in carica fino al 2015.
Il 31 marzo 2020, il New York Times riportò le dichiarazioni di una vittima di Gabriel Matzneff, Francesca Gee, tre mesi dopo l'uscita del libro Il consenso dell'autrice francese Vanessa Springora. Michèle Barzach venne citata come la ginecologa da cui Matzneff portava le sue giovani vittime per far prescrivere loro la pillola, nonostante la legge vietasse la prescrizione di contraccettivi ai minori in assenza di consenso da parte dei genitori. La dottoressa Barzach fu interrogata in merito per due volte dagli agenti di polizia dell'Ufficio centrale per la repressione della violenza contro le persone (OCRVP) di Nanterre.

## Opere
- Michèle Barzach e G. C. Rapaille, Je t'aime, Je ne t'aime pas (créativité, spontanéité et poésie collective), éditions Universitaires, 1974.
- Michèle Barzach, Le Paravent des égoïsmes, Éditions Odile Jacob, 1989.
- Michèle Barzach, Vérités et tabous, Éditions du Seuil, 1994.